# Indice G
L'indice G è un indice bibliometrico proposto nel 2006 da Leo Egghe.

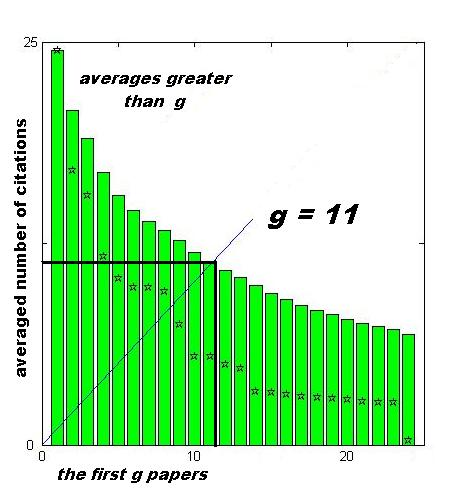
Un esempio di calcolo dell'indice-g (il numero di citazioni delle singole pubblicazioni è stato indicato con l'asterisco (*) allo scopo di consentire di calcolare anche l'indice-h, per confronto). Nel caso in esame h=8 e g=11.

L'indice è calcolato sulla base della distribuzione di citazioni ricevute dalle pubblicazioni di un assegnato autore. L'indice è definito in modo tale che sull'insieme dato di articoli, ordinati in ordine decrescente di citazioni ricevute, il valore dell'indice-g è assegnato quando i primi g articoli hanno ricevuto cumulativamente g2 citazioni.
Una definizione equivalente è il numero g di articoli per i quali il numero medio di citazioni è almeno g. È possibile dimostrare, infatti, che riscrivendo l'equazione:
{\displaystyle g^{2}\leq \sum _{i\leq g}c_{i}}
si ottiene:
{\displaystyle g\leq {\frac {1}{g}}\sum _{i\leq g}c_{i}}
L'indice-g è una misura alternativa al più diffuso indice-h, che non tiene conto della media del numero di citazioni ricevute dagli articoli che pure contribuiscono alla formazione del risultato. L'indice-h, infatti, richiede unicamente che sia raggiunto un minimo di n citazioni per l'n-esimo articolo meno citato (nella lista ordinata in successione decrescente di citazioni), ignorando del tutto un eventuale contributo degli articoli più citati. L'indice-g invece permette alle citazioni degli articoli migliori (in numero di citazioni) di 'compensare' gli articoli con un numero inferiori di citazioni, consentendo al valore finale di g di essere almeno uguale ad h, se non maggiore.
La controindicazione con l'indice-g è che esso (a differenza dell'indice-h) satura facilmente, quando il numero di articoli presente nella lista è inferiore al numero medio di citazioni ricevute.